# L'Alarmiste
Pour plus de détails, voir Fiche technique et Distribution.
L'Alarmiste (The Alarmist ou Life During Wartime) est un film américain écrit et réalisé par Evan Dunsky (en), sorti en 1998.

## Synopsis
Un commercial effectuant du porte à porte pour vendre des systèmes de sécurité se découvre une nouvelle fonction. Celle-ci peut lui permettre d'obtenir bien plus qu'il ne le pensait.

## Fiche technique
Sauf indication contraire, les informations mentionnées dans cette section peuvent être confirmées par la base de données cinématographiques IMDb,  présente dans la section « Liens externes ».
- Titre original : The Alarmist ou Life During Wartime[1]
- Titre français : L'Alarmiste
- Réalisation et scénario : Evan Dunsky (en), d'après l'œuvre de Keith Reddin
- Direction artistique : Rachel Kamerman
- Décors : Amy B. Ancona
- Costumes : Denise Wingate
- Photographie : Alex Nepomniaschy
- Montage : Norman Buckley
- Musique : Christophe Beck
- Casting : Concetta Di Matteo et Carolyn Long
- Production : Dan Stone et Lisa Zimble ; Jonathan King (coproduction) ; Keith Reddin (associé)
- Production exécutive : Thomas Augsberger, Matthias Emcke, Beau Flynn et Stefan Simchowitz
- Sociétés de production : Bandeira Entertainment, Dan Stone, Flynn-Simchowitz et Key Entertainment
- Sociétés de distribution :

États-Unis : Lions Gate Films (cinéma) ; Columbia Tristar (DVD)
Royaume-Uni : Columbia Tristar Film Distributors (cinéma)
- Pays d'origine :  États-Unis
- Langue originale : anglais
- Format : couleur - 35 mm -1,85:1 - son stéréo et Dolby
- Genre : Comédie
- Durée : 92 minutes
- Dates de sortie :
  - France : 1er janvier 1997[2] ; 5 juillet 2000 (en VHS) et 8 juillet 2000 (à la télévision)
  - Canada : 7 septembre 1997[3] (festival international du film de Toronto)
  - États-Unis : 16 octobre 1998[3]

## Distribution
- David Arquette : Tommy Hudler
- Stanley Tucci : Heinrich Grigoris
- Kate Capshaw : Gale
- Mary McCormack (VF : Laure Sabardin) : Sally
- Tricia Vessey : April Brody
- Ruth Miller (en) : Mme Fielding
- Lewis Arquette : Bruce Arquette
- Richmond Arquette : Andrew Hudler
- Hoke Howell : M. Fielding
- Gabriel Dell Jr. : Skippy Hulder
- Valerie Long : Doris

## Tournage
Le tournage s'est déroulé à Hollywood, Los Angeles, près du Little Rock Lake (en) à Palmdale, en Californie, aux États-Unis.